# Ledebouria cooperi
Ledebouria cooperi là một loài thực vật có hoa trong họ Măng tây. Loài này được (Hook.f.) Jessop mô tả khoa học đầu tiên năm 1970.